# Scarlets FC
Scarlets Nakuru Football Club w skrócie Scarlets FC – kenijski klub piłkarski istniejący w latach 1971–1995, grający niegdyś w kenijskiej pierwszej lidze, mający siedzibę w mieście Nakuru.

## Występy w afrykańskich pucharach
| Sezon | Rozgrywki                 | Runda | Kraj    | Klub             | Dom | Wyjazd | Dwumecz |
| ----- | ------------------------- | ----- | ------- | ---------------- | --- | ------ | ------- |
| 1984  | Puchar Zdobywców Pucharów | 1     | Rwanda  | Panthères Noires | 2–0 | 0–0    | 2–0     |
| 1984  | Puchar Zdobywców Pucharów | 2     | Uganda  | Villa SC         | 0–3 | 1–2    | 1–5     |
| 1985  | Puchar Mistrzów           | 1     | Burundi | Vital’O FC       | 2–1 | 0–1    | 2–2     |

## Stadion
Domowe mecze klub rozgrywał na stadionie o nazwie Afraha Stadium w Nakuru. Stadion mógł pomieścić 10000 widzów.

## Reprezentanci kraju grający w klubie od 1981 roku
Stan na sierpień 2023.
| - Ambrose Ayoyi |